# Roederiodes siveci
Roederiodes siveci är en tvåvingeart som beskrevs av Wagner och Horvat 1993. Roederiodes siveci ingår i släktet Roederiodes och familjen dansflugor.
Artens utbredningsområde är Grekland. Inga underarter finns listade i Catalogue of Life.